# Zilling
Zilling (Duits: Zillingen) is een gemeente in het Franse departement Moselle (regio Grand Est) en telt 252 inwoners (2004). De plaats maakt deel uit van het arrondissement Sarrebourg-Château-Salins.

## Geografie
De oppervlakte van Zilling bedraagt 3,6 km², de bevolkingsdichtheid is 70,0 inwoners per km².
De onderstaande kaart toont de ligging van Zilling met de belangrijkste infrastructuur en aangrenzende gemeenten.

## Demografie
Onderstaande figuur toont het verloop van het inwonertal (bron: INSEE-tellingen).